# Gritli Schaad
Margarita "Gritli" Schaad-Kind (ur. 1916, zm. 2004) – szwajcarska narciarka alpejska, dwukrotna medalistka mistrzostw świata. 
Podczas mistrzostw świata w Zakopanem w 1939 roku wywalczyła dwa medale. Najpierw zajęła piąte miejsce w zjeździe, co było najlepszym wynikiem wśród Szwajcarek. Następnie była druga w slalomie, rozdzielając na podium Christl Cranz z III Rzeszy i May Nilsson ze Szwecji. Ponadto wywalczyła też srebrny medal w kombinacji, plasując się za Christl Cranz a przed jej rodaczką, Lisą Resch. Były to jej jedyne występy na międzynarodowych zawodach tej rangi. 
W 1940 roku w Mürren wyszła za mąż za Camillo Kinda, z którym miała cztery córki.

## Osiągnięcia

### Mistrzostwa świata
| Miejsce | Dzień     | Rok  | Miejscowość | Konkurencja | Wynik     | Strata    | Zwyciężczyni  |
| ------- | --------- | ---- | ----------- | ----------- | --------- | --------- | ------------- |
| 5.      | 12 lutego | 1939 | Zakopane    | Zjazd       | 3:25,24   | +19,99    | Christl Cranz |
| 2.      | 15 lutego | 1939 | Zakopane    | Slalom      | 2:36,3    | +10,2     | Christl Cranz |
| 2.      | 15 lutego | 1939 | Zakopane    | Kombinacja  | 330,2 pkt | +29,3 pkt | Christl Cranz |